# Cyklotron

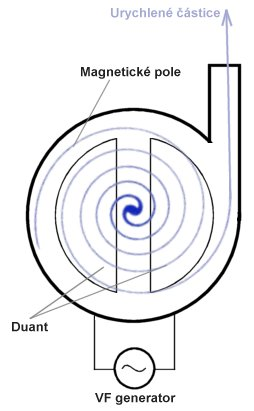
Schematické znázornění cyklotronu.

Cyklotron, jinak též cyklický vysokofrekvenční urychlovač slouží k urychlování těžkých nabitých částic pomocí vysokofrekvenčního elektrického pole. Používá se od roku 1930, kdy Ernest Orlando Lawrence postavil první funkční prototyp.

## Konstrukce a princip
Konstrukce cyklotronu není tak masivní, jako u lineárních urychlovačů částic, je však obvykle složitější. Cyklotron se skládá ze tří hlavních částí a to:
- Velmi silný elektromagnet.
- Zdroj napětí o vysoké frekvenci
- Urychlovací komora s párem dutých urychlovacích elektrod (duantů).

Částice se pohybují uvnitř dutých urychlovacích elektrod svou setrvačností a jejich dráha je zakřivována magnetickým polem, orientovaným kolmo na rovinu dráhy částic. Duté elektrody působí jako Faradayova klec a proto uvnitř nich neovlivňuje dráhu částic elektrické, ale pouze magnetické pole. Urychlování probíhá pouze v mezeře mezi duanty. Ty jsou napájeny vysokofrekvenčním střídavým proudem vhodné frekvence. Elektrické pole mezi duanty působí vždy takovým směrem, aby zvýšilo rychlost částic. Kinetická energie urychlené částice může po mnoha obězích dosáhnout hodnoty až 50 MeV.
U cyklotronu je magnetické pole využíváno pouze k vedení svazku částic a nikoliv k jejich urychlování. Pole je orientováno kolmo na dráhu částic (ve schématu kolmo na rovinu kresby). Způsobuje zakřivování dráhy do kruhu. Při rostoucí rychlosti částic se poloměr tohoto kruhu zvětšuje, takže částice se pohybují po přibližně spirálové dráze. Doba průchodu jednotlivými smyčkami spirály je ale konstantní (rychlejší částice se pohybují po kruhu o větším poloměru). Ve zkratce by se princip zařízení dal popsat: „Opakovaným průchodem svazku částic urychlovacím zařízením.“
{\displaystyle f={\frac {qB}{2\pi m}}}
Cyklotronová frekvence (f) vychází z velikosti elektrického náboje částice (q), z velikosti magnetické indukce (B) a z hmotnosti částice (m).
Síla magnetického pole (FB) (Lorentzova síla) působící na částice je rovna síle odstředivé FO; (r) je poloměr duantů (r = R).
{\displaystyle F_{B}=qvB}
{\displaystyle F_{O}={mv^{2} \over r}\;}
Porovnáním těchto dvou rovnic získáme:
{\displaystyle {mv^{2} \over R}=qvB} ; z čehož můžeme odvodit rychlost částice {\displaystyle v={qBR \over m}}
Nakonec můžeme vypočítat kinetickou energii částice:
{\displaystyle E={1 \over 2}mv^{2}={\frac {q^{2}B^{2}R^{2}}{2m}}}

## Historie
Prvního předchůdce cyklotronu postavil roku 1929 až 1930 americký fyzik Ernest Orlando Lawrence z University of California. Měl průměr jen necelých 10 cm a výstupní energii 80 keV. V roce 1931 postavil přístroj o průměru komory 22,5 cm a výstupu 0,5 MeV. Další dva cyklotrony vybudovala univerzita v letech 1933–1935, pátý univerzitní cyklotron byl dokončen v roce 1938. Energie urychlených částic již dosahovala několika desítek MeV, což je několikrát více, než poskytovaly tehdy používané přirozené radionuklidy. Poslední cyklotron už narazil na meze, dané relativistickým nárůstem hmotnosti částic. Pro její kompenzaci musel mít hlavní magnet nehomogenní magnetické pole
Cyklotrony se staly součástí mnoha fyzikálních laboratoří.